# Golf Naselje
Golf Naselje (en serbe cyrillique : Голф Насеље) est un quartier de Belgrade, la capitale de la Serbie. Il est situé dans la municipalité de Čukarica. En 2002, il comptait 9 447 habitants.
Golf Naselje est un quartier moderne qui se trouve à proximité du centre sportif de Košutnjak ; il est un prolongement du quartier de Banovo brdo. Il est entouré par le parc forestier de Košutnjak au nord et à l'est, par le quartier de Sunčana Padina au sud et par celui de Banovo brdo à l'ouest.